# Manfred Auster
Manfred Auster (* 19. August 1960 in Berlin) ist ein deutscher Diplomat. Er ist seit Juli 2020 deutscher Generalkonsul in Kalkutta. Vorher war er 2016 bis 2020 Botschafter der Bundesrepublik Deutschland in Haiti.

## Leben
Auster begann nach dem Abitur in Berlin 1980 ein Studium der Rechtswissenschaften an der Freien Universität Berlin, das er 1986 mit dem Ersten juristischen Staatsexamen abschloss. Danach befand er sich im Juristische Vorbereitungsdienst beim Kammergericht Berlin und legte 1989 das Zweite Juristische Staatsexamen ab. 1990 trat er seinen Vorbereitungsdienst für den höheren Auswärtigen Dienst an und fand nach Beendigung der Attachéausbildung 1991 zunächst Verwendung bei der Delegation für die Verhandlungen über den Vertrag über konventionelle Streitkräfte (VKSE) und den Vertrag über den Offenen Himmel in Wien. Im Anschluss war er zwischen 1992 und 1994 Politischer Referent an der Botschaft in der Ukraine sowie von 1994 bis 1997 Wirtschafts-, Wissenschafts- und Umweltreferent an der Botschaft in Australien und war als solcher zugleich deutscher Vertreter bei der Konvention zum Schutz lebender antarktischer Meeresressourcen (CCAMLR).
Nach seiner Rückkehr war Auster zwischen 1997 und 2000 Referent in der Kulturabteilung des Auswärtigen Amtes in Berlin sowie danach von 2000 bis 2002 Wirtschaftsreferent an der Botschaft in Ungarn, wo er zugleich Vertreter bei der Donaukommission war. Daraufhin fand er zwischen 2002 und 2005 Verwendung an der Ständigen Vertretung Deutschlands bei der NATO in Brüssel und zugleich als dortiger Vertreter im Politischen Ausschuss. Anschließend war er von 2005 bis 2009 Leiter des Referats E 14 (Beziehungen zum Europäischen Parlament) im Auswärtigen Amt und danach zwischen 2009 und 2010 Austauschbeamter im kanadischen Außenministerium in Ottawa. Im Anschluss blieb er in Ottawa und war dort zunächst von 2010 bis 2012 Leiter des Wirtschaftsreferats an der Botschaft in Kanada sowie daraufhin zwischen 2012 und 2016 Stellvertretender Leiter der Delegation der Europäischen Union in Ottawa.
Im Sommer 2016 löste Auster Klaus Peter Schick als Botschafter der Bundesrepublik Deutschland in Haiti ab. Auf diesem Posten blieb er bis Juli 2020 und wechselte dann als Generalkonsul nach Kalkutta/Indien.
Manfred Auster ist verheiratet und Vater von zwei Kindern.